# El Pla del Penedès
El Pla de Penedès ist eine Gemeinde in der Provinz Barcelona im Landkreis (Comarca) Alt Penedès. Die Gemeinde hatte 1.352 Einwohner (Stand: 2024) auf eine Fläche von 9,50 km² und befindet sich auf 216 Metern Höhe. Administrativ gehören die Siedlungen Bonavista, Cal Janes, Les Parellades, El Pla del Penedès, El Pujolet und Les Tarumbes dazu.

## Kultur
Die Kirche Santa Maria ist ein romanisches Gebäude und wurde erstmals im Jahre 1080 erwähnt. Sie besteht aus einem Haupt- und einem Querschiff und hat eine Apsis und einen Turm. Die Kirche ist zweimal baulich verändert worden, im 16. und im 19. Jahrhundert.
Pla de Penedès feiert sein jährliches Volksfest am letzten Samstag im Juli. Während des Karnevals findet am Sonntag die Festa de les Torrades (‚Toastbrotfest‘) statt. Dazu bekommen die Teilnehmer eine oder mehrere Scheiben Brot und grillen bzw. toasten sie zusammen mit einer Sardine oder einem Hering. Danach findet ein Maskenball statt.

## Wirtschaft
Haupteinnahmequelle ist die Landwirtschaft, speziell der Trockenfeldbau. Hauptsächlich werden Wein, Getreide und Oliven angebaut. Verschiedene Unternehmen widmen sich der Herstellung von Cava. Weniger als zehn Prozent der berufstätigen Bevölkerung arbeitet in der Landwirtschaft des Dorfes. Die Mehrheit arbeitet in der Industrie und in Dienstleistungsbetrieben in der Umgebung.